# Ziegner (Glasmacher)

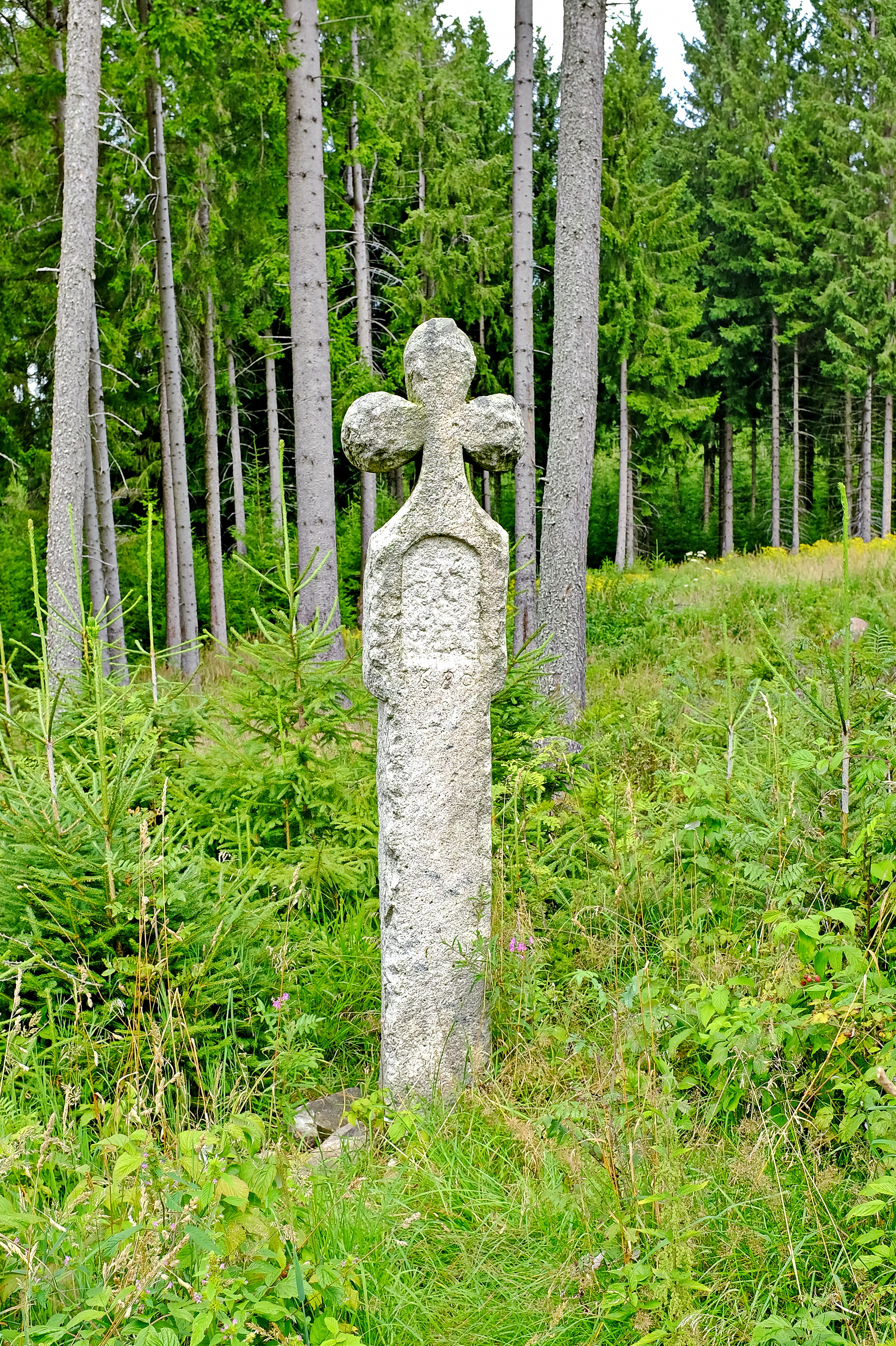
Pestkreuz von 1680 an der Stelle der eingegangen Glashütte Altenhütten

Ziegner genannt Schiefer (alte Schreibweise Cziechner, Czichner, Czychner, auch Zi(e)chner) ist der Name einer alten Glasmacherfamilie aus Nordböhmen, die Gründer der ersten Glashütte im Westerzgebirge war.

## Geschichte
Die Ziegners stammten ursprünglich von einem alten Patriziergeschlecht aus der freien Stadt Eger ab, das schon 1399 dort nachweisbar ist. Um 1480 soll Hans Czichner, Gerichtsherr und Schöffe zu Eger, vom Grafen Schlick die Erlaubnis erhalten haben, nördlich von Heinrichsgrün in den Wäldern von Schönlind, am sogenannten Hüttenberge, eine Glashütte zu errichten, um die nach Böhmen eingeführte Kunst des Glasbrennens auszuüben. Diese war vermutlich die erste Glashütte im westlichen Erzgebirge. Im Jahre 1512 ist belegt, dass den Brüdern Caspar und Nickel Ziegner bei Schönlind zwei Glashütten gehören. Aus der Urkunde geht hervor, dass der Rat der Stadt Falkenau einen Streit schlichtete, bei dem es um die Wasserversorgung und Rechte für die beiden Glashütten ging. Die Brüder stellten Scheibengläser und Trinkgefäße her. Außerdem betrieben sie eine Mühle und auch Bergbau und kamen so zu Wohlstand. 1596 steht in den Kirchenmatrikeln von Heinrichsgrün ein Glasfuhrmann, was darauf hindeutet, dass Glas aus den Gütern bereits in entfernte Gebiete transportiert wurde. Alten Rechnungen der Herrschaft Graslitz ist zu entnehmen, dass in den Jahren von 1601 bis 1631 in den Glashütten von Schönlind gemalte Wappengläser erzeugt und alle an das Haus der Freiherren von Schönburg-Glauchau veräußert wurden. Eine dieser Glashütten wurde im Volksmund nach dem Hausnamen der Ziegners „Schiefer“ Schieferhütte genannt. 1646 erscheint Hans Ziegner auf der Glashütte Altenhütten, in der er u. a. Butzenscheiben herstellen ließ. Zur gleichen Zeit gründeten die Ziegners eine weitere Glashütte in Schindelwald. In den Ruinen der Glashütte Altenhütten soll später eine obdachlose Schafferfamilie aus Schönlind Unterschlupf gesucht haben, woran noch heute ein auf 1680 datiertes Pestkreuz erinnert.

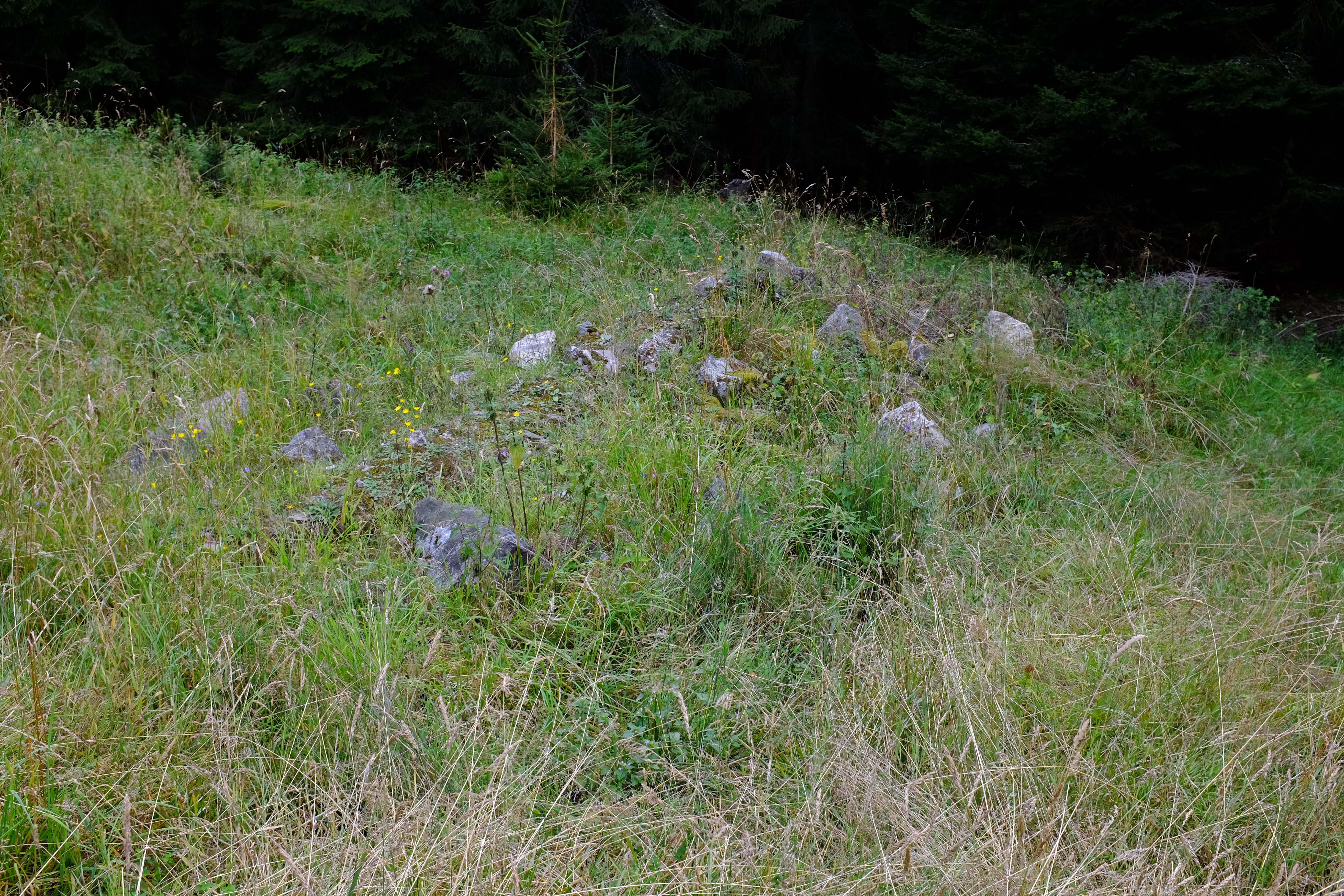
Grundmauerreste in der Wüstung Břidlová (deutsch Schieferhütten)

Nach Ende des Dreißigjährigen Krieges verschwanden viele Glashütten in der Region. Die Ziegners konnten sich als freie Hüttenmeister auf ihrem Glashüttengut Schieferhütten halten. Als mit der Gegenreformation vom Kaiser an seine Untertanen der Befehl erging, die katholische Religion anzunehmen oder auszuwandern, ignorierte die Familie dies zunächst. Im Jahre 1671 wird erwähnt, dass Georg Ziegner (d. J.) als Glasmacher in Besitz eines Gutes ist, worauf eine Glashütte mit Bierschenke steht. Das Glaswerk ist aber abgenutzt und ruiniert. Er sollte katholisch werden und bat die Herrschaft um eine 14-tägige Bedenkzeit, die ihm aber nicht gestattet wurde. Kurzerhand floh Ziegner mit seiner Familie nach Schöneck in Kursachsen. Darauf beschlagnahmte Hans Hartwig Graf von Nostitz den Besitz. Er ließ den alten Glasofen abreißen, wandelte das Gut in einen Meierhof um und setzte darauf einen Verwalter bzw. Schaffer. Als Ziegner nach drei Jahren zurückkehrte und bereit war, die katholische Religion anzunehmen, verweigerte ihm der Graf die Herausgabe. Nach einem Vergleich erwarb der Graf Ziegners Gut für 725 Gulden und nahm den bisher freien Hüttenmeister als Untertan auf 1/6 seines ursprünglichen Besitzes wieder auf. Nach dem Tod Ziegners richteten 1727 seine Schwiegersöhne, Georg Sebastian Deupner und Johann Rödig, an die Herrschaft ein Gesuch um Rückgabe des Gutes. Ebenso taten dies 1787 und 1788 deren Enkel Johann Rödig und Johann Andreas Deubner mit der Antwort, "ihre unstatthafte Bitte werde abgewiesen, da das Gut jetzt seit 116 Jahren in herrschaftlichem Besitz sei".

## Genealogie
- Niklas Czichner d. Ä. (* um 1340; † vor 1400), Bürger und Kaufmann zu Eger; ⚭ Margarethe[10]
  - Niklas Czichner d. J. (* um 1360 in Eger; † vor 1426), Bürger und Gerichtsherr zu Eger[11]
    - Erhard Czichner (* um 1400 in Eger), Bürger zu Eger
      - Hans Czichner (* um 1430 in Eger), Bürger und Gerichtsherr zu Eger, Gründer einer Glashütte
        - Caspar Czichner d. Ä., Bürger und Gerichtsherr zu Eger, Glasmacher
        - Niklas Czichner (* um 1470), Glasmacher, besaß zusammen mit seinem Bruder Caspar zwei Glashütten.
          - Caspar Ziegner d. J. (* um 1510), Glasmacher auf der Schieferhütte.
            - Hans Ziegner (* um 1555 in Schönlind; † vor 1628 ebenda), Glasmeister, besaß die Glashütten Altenhütten und Schieferhütten; ⚭ Ursula
              - Georg Ziegner d. Ä. (* um 1590 in Schönlind; † vor 1669 ebenda), Glas- und Hüttenmeister zu Schönlind; ⚭ Anna
                - Margaretha Ziegner (* um 1615 in Schönlind); ⚭ 1636 in Neudek Christoph Schutt, Scheiben- und Glasmacher
                - Anna Ziegner (* um 1625 in Schönlind); ⚭ 1652 in Heinrichsgrün Andreas Gottfried, Schichtmeister
                - Elisabeth Ziegner (* um 1630 in Schönlind); ⚭ 1656 in Platten Johann Putz, Bürger und Grenzzolleinnehmer
                - Georg Ziegner d. J. (* um 1635 in Schönlind; † vor 1720 ebenda), Glasmacher und Exulant; ⚭ 1669 in Heinrichsgrün Anna Veronica Dentler
                  - Anna Elisabetha Ziegner (* um 1670 in Schieferhütten; † 1731 ebenda); ⚭ Georg Sebastian Deupner, Holzhauer
                  - Magdalena Ziegner (* um 1672; † 1735 in Schieferhütten); ⚭ 1703 in Heinrichsgrün Johann Rödig, Holzhauer

                - Friedrich Ziegner (* um 1640 in Schönlind), Exulant; ⚭ 1671 in Graslitz Margaretha Erhart
                  - Nachkommen in Schöneck.

              - Catharina Ziegner (* um 1595 in Schönlind); ⚭ 1619 in Graslitz Albert Meyl, Bürger und Hufschmied

      - Vinzenz Czichner, Bürger und Ratsherr zu Eger

    - Jeronimus Czichner, Priester und Kaplan zu Eger

## Bedeutende Abkömmlinge
- Christoph Adalbert Putz (1658–1726), Bergmeister und Unternehmer, Enkel von Georg Ziegner d. Ä.
- Barbara Hessler (1695–1747), Montanunternehmerin und Benefiziatsstifterin, Enkelin von Elisabeth Putz geb. Ziegner
- Johann Nepomuk Mießl (1733–1802), Oberamtsverwalter und Bergrichter, Urenkel von Elisabeth Putz geb. Ziegner